# Opéra de Malmö
L'Opéra de Malmö (en suédois : Malmö opera) est une salle de spectacle suédoise dédiée à l'opéra située à Malmö. Une compagnie portant le même nom y présente des spectacles d'opéra.

## Présentation
Construite entre 1933 et 1944 par l'architecte Sigurd Lewerentz, le lieu était connu sous le nom de « Malmö City Theatre » jusqu'en 1992. Avec 1508 places, l'Opéra est l'un des plus grands auditoriums de Scandinavie. Il a la forme d'un amphithéâtre fermé, ce qui permet aux spectateurs d'avoir une excellente vue sur la scène. Il est utilisé pour les spectacles d'opéra, d'opérette et les concerts. Une grande scène tournante a été installée à la demande du metteur en scène allemand Max Reinhardt,
Son foyer est remarquable, il est doté de surfaces ouvertes, d'escaliers en marbre, et est orné de nombreuses œuvres d'art comme celles des artistes Carl Milles et Isaac Grünewald .
Une section de la compagnie d'opéra nommée Operaverkstan se consacre au jeune public. Gintaras Rinkevicius et Joseph Swensen ont fait partie de ses directeurs musicaux. Les spectacles qu'elle crée sont destinés aux jeunes de moins de 19 ans. Elle présente également des opéras classiques, et intègre parfois des enfants dans les productions.

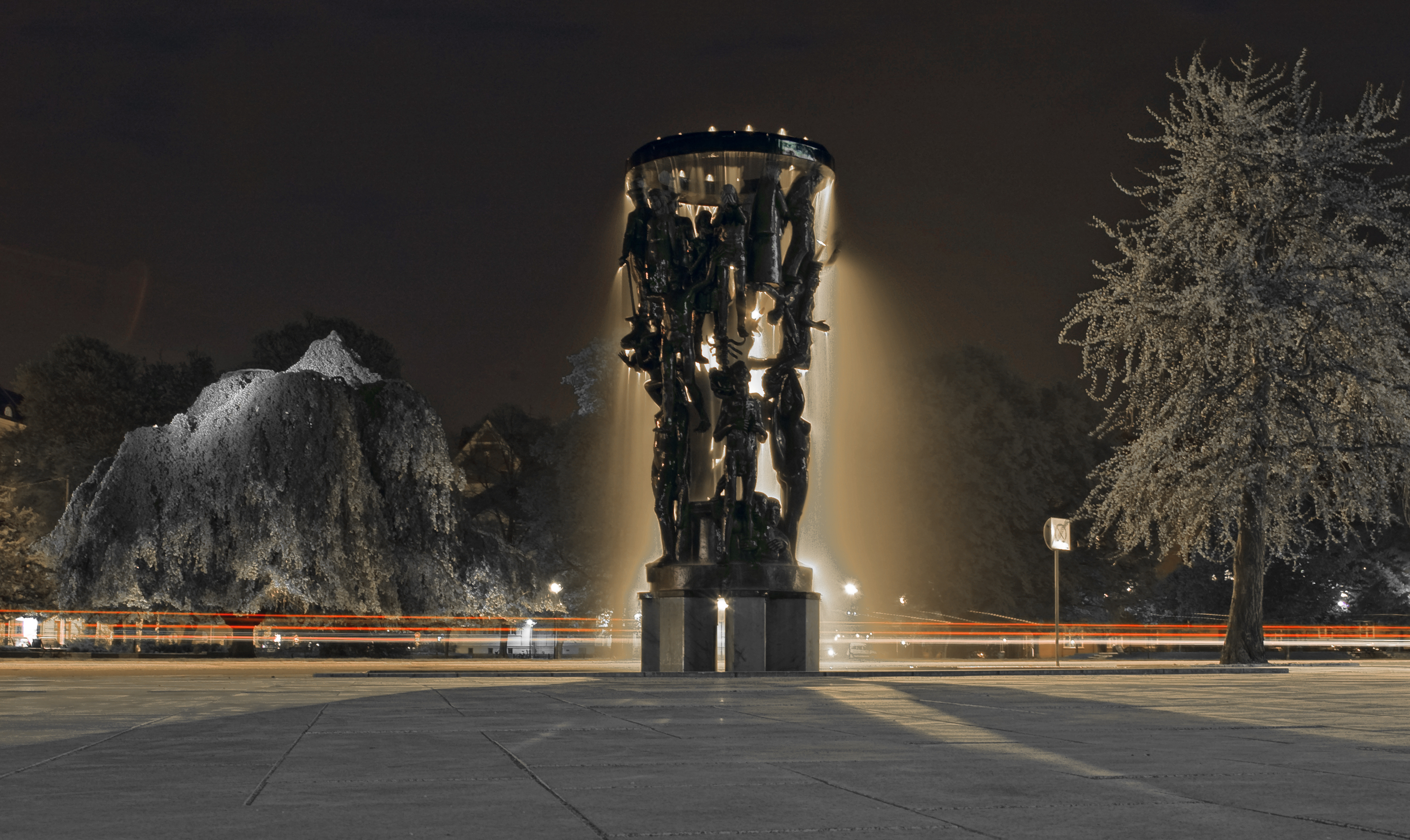
La fontaine Tragos de l'Opéra de Malmö, créée par Nils Sjögren.

## Autres opéras suédois remarquables
- Opéra royal de Suède
- Opéra de Göteborg
- Opéra du Norrland
- Théâtre du château de Drottningholm